# Fureholmen (Stord)
Pour les articles homonymes, voir Fureholmen.
Fureholmen est une île norvégienne du comté de Hordaland appartenant administrativement à Stord.

## Description
Rocheuse et couverte d'arbres, à fleur d'eau, elle s'étend sur environ 133 m de longueur pour une largeur approximative de 103 m. 